# 라이먼-알파 숲

퀘이사의 라이먼-알파 숲 스펙트럼선 모습

천체분광학에서 라이먼-알파 숲(Lyman-alpha forest)은 먼거리의 은하나 퀘이사의 중성 수소 원자에서 양자도약으로 방출되는 라이먼 계열 흡수 스펙트럼선이다. 빛이 먼거리를 이동하며 적색편이 하는 와중에 여러 가스구름을 거치면서 특유의 흡수선 스펙트럼이 된다.

## 역사
라이먼-알파 숲은 1970년 천문학자인 로저 린즈(Roger Lynds)가 퀘이사 4C 05.34를 관측하던 도중 발견하였다. 퀘이사 4C 05.34는 발견된 천체 중 그때까지 가장 멀리 있었던 퀘이사였으며, 린즈는 관측 도중 비정상적으로 흡수선이 많다는 사실에 주목했다. 린즈는 여기서 나온 흡수 스펙트럼선은 모두 동일한 라이먼-알파 전이 현상으로 일어난 것이라고 가정했다. 존 N. 바셀과 사무엘 골드스미스의 후속실험으로 선에 기원에 관한 결정적인 실체는 발견하지 못했으나, 역시 특이한 흡수선은 관찰하였다. 이후 여러 적색편이된 퀘이사를 관측한 결과 좁은 흡수선 영역들은 전부 다 동일한 곳에서 나온 것임을 확인했다. 이에 흡수선을 최초로 발견한 린즈가 이 흡수선들을 "라이먼-알파 숲"이라고 이름붙였다. 얀 오르트는 이 흡수선들은 퀘이사 자체의 물리작용에 의해 발현된 것이 아닌 초은하단 은하사이 공간의 가스 구름을 거치면서 나온 흡수선일 것이라고 주장했다.

## 물리학적 근거
중성 수소원자는 전자가 다른 에너지 준위로 전이할 때 스펙트럼 선을 방출한다. 라이먼 계열 스펙트럼 선은 바닥 상태에서 고에너지 상태(들뜬 상태)로 전자가 전이할 때 흡수된다. 여기서 라이먼-알파 전이는 n=1인 바닥상태에서 n=2 에너지 준위로 전이할 때를 의미한다. 라이먼-알파 스펙트럼 선은 파장이 1216 Å이며, 전자기 스펙트럼으로 따지면 자외선 영역에 해당된다.
퀘이사에서 나오는 라이먼-알파 흡수선은 은하나 퀘이사의 빛이 은하간 가스를 거치며 나온 것이다. 은하간의 성간영역 중 중성수소영역(H I 영역)은 적색편이 정도가 서로 다르며, 흡수선은 파장 범위에서 서로 다르게 나온다. 각각의 구름들은 서로 다른 흡수선을 만들어내며 족적을 남긴다.

## 천체물리학에서의 이용
라이먼-알파 숲은 은하간 공간, 성간공간을 탐사하는데 중요한 역할을 한다. 이 중에는 중성 수소의 온도 등을 이용하여 성간구름의 밀도와 주파수를 알아낼 수 있다. 헬륨, 탄소, 규소 등의 흡수선과 서로 비교함으로써 성간구름의 무거운 원소를 분석할 수도 있다. 중성 수소의 밀도가 매우 높은 성간구름의 경우에는 선 주위에 기형적인 감쇠 날개를 보여주며, 이를 감쇠된 라이먼-알파 계라고 부른다.
적색편이가 심한 퀘이사 같은 경우에는 라이먼-알파 숲의 줄 수는 6정도까지 적색편이될수록 점점 많아지며, 거쳐가는 성간구름의 수소들이 너무 많아 숲이 건-페터슨 통과 현상을 보여준다. 이 현상은 우주 재전리 현상의 거의 끝을 보여준다.
라이먼-알파 숲은 우주 모델을 구체화하는데도 이용된다.

## 같이 보기
- 라이먼-알파 거품
- 라이먼 붕괴 은하
- 라이먼-알파 방출

## 참고 문헌
- Liske, J; Webb, J. K; Carswell, R. F (1998년). “Large-scale structure in the Lyman-α forest: a new technique”. 《Monthly Notices of the Royal Astronomical Society》 301 (3): 787–796. arXiv:astro-ph/9808082. Bibcode:1998MNRAS.301..787L. doi:10.1046/j.1365-8711.1998.02048.x.